# Sérgio Tíquico
Sérgio (em latim: Sergius), também chamado como Tíquico (em latim: Tichicus; m. 835) foi um líder religioso do século IX, ativo no Império Bizantino do reinado do imperador Nicéforo I, o Logóteta (r. 802–811) ao de Teófilo (r. 829–842). Em 801, após juntar-se aos ástatos em Argau (moderna Arguvan), fundou a Igreja pauliciana dos colossianos. Ele mais tarde liderou uma missão na Cilícia e fundou a Igreja dos efésios, com base em Mimistra. Segundo Pedro, o Hegúmeno, Sérgio foi o sétimo e último líder dos paulicianos, e o sucessor de Vaanes, o Imundo. A seita foi suprimida em 835.